# Murad III
Murad III (tiếng Ottoman Turkish: مراد ثالث, đã Latinh hoá: Murād-i sālis, tiếng Thổ Nhĩ Kỳ: III.Murat; 4 tháng 7 năm 1546 – 15 tháng 1 năm 1595) là sultan của đế quốc Ottoman, trị vì từ năm 1574 đến năm 1595.

## Tiểu sử
Murad đã ra đời tại Manisa, vào ngày 4 tháng 7 năm 1546, là con trai trưởng của Sultan Selim II (1566–74) và Nur-Banu. Trước khi lên ngôi, Şehzade Murad đã được vua cha chọn làm tỉnh trưởng Manisa, và đã học hỏi được nhiều từ các nhân tài xứ Manisa. Ông có thể nói được tiếng Ba Tư và tiếng Ả Rập.:21–22 Năm 1574, khi vua cha mất, ông về kinh đô Kostantiniyye và lên ngôi. Triều đại Murad III ghi dấu ấn những cuộc chiến tranh với Nhà Safavid Ba Tư (1578–1590) và Áo (1593–1606).
Sokollu Mehmed Pasha (từng là tể tướng của Suleyman I và Selim II ngày trước), một người có tài, đã giữ chức Đại Vizia cho đến khi bị ám sát năm 1579. Dưới thời Murad III, nền kinh tế ca Đế quốc Ottoman đã sút giảm.
Trong hậu cung, Murad III có đến khoảng 1200 người cung nữ xinh đẹp. Murad III cũng có đến khoảng 103 người con. Hoàng hậu của ông Safiye Sultan - một quý bà người Venezia - sau này trở thành thái hậu của Mehmed III.

## Xây cất (sửa)
Vua Murad III đã cho xây dựng nhiều công trình lớn ở cung điện Topkapi. Kiến trúc sư đại tài Mimar Sinan đã dựng nên rất nhiều công trình kiến trúc nổi tiếng. Những công trình do Sinan xây dựng bao gồm Thánh đường Hồi giáo Azapkapi Sokollu, Thánh đường Hồi giáo Izmit Pertev Pasha, Thánh đường Hồi giáo Ramazan Efensi... Ông mất năm 1588.
Dưới triều Murad III, thành trì Kars được xây dựng. Bức tường Kabe-i Serif ở Mecca được xây lại bằng cẩm thạch. Ngoài ra, Nhà thương Toptasi ở Istanbul cũng được xây dựng.

## Gia quyến

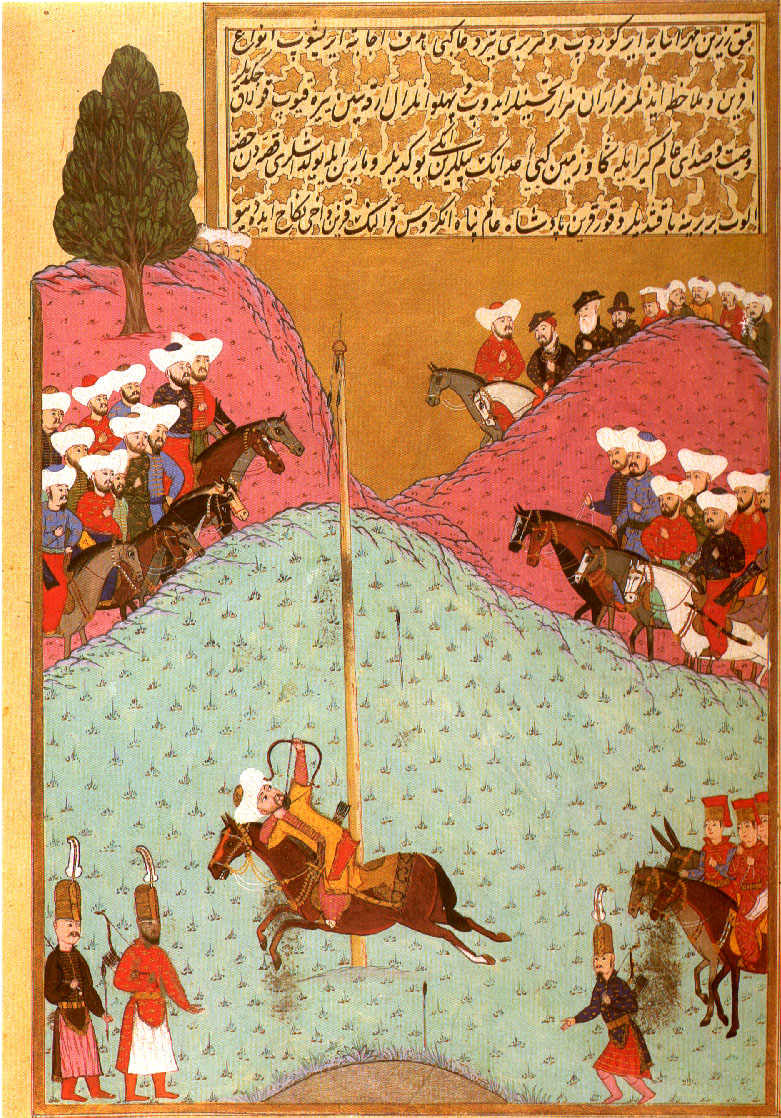
Tranh vẽ cảnh Murad III bắn cung.

- Cha: Selim II
- Mẹ: Nur-Banu
- Vợ:
  - Safiye Sultan
  - Shems-i Ruhsar Haseki
  - Shah-i Huban Haseki
  - Naz-perver Haseki
- Con:
  - Con trai:
    - Mehmed III
    - Selim Bayezid
    - Bayezid
    - Mustafa
    - Osman
    - Cihangir
    - Abdullah
    - Abd-ar-Rahman
    - Abdullah
    - Hasan
    - Ahmed
    - Kakub
    - Alemsah
    - Yusuf
    - Huseyin
    - Korkud
    - Ali
    - Ishak
    - Omer
    - Alauddin
    - Davud.

  - Con gái:
    - Ayse
    - Fatma
    - Mihrisah
    - Fahriye